# Tinta negra mole
La tinta negra mole est un cépage noir portugais utilisé dans la production du madère. Il est maintenant planté dans les terroirs viticoles du Portugal continental.

## Caractéristique
C'est la variété la plus plantée sur l'île de Madère et elle est considérée comme le cépage indispensable pour l'élaboration de ses vins. Sa concentration en sucre est très élevée et elle fournit un vin rouge pâle.

## Origine
C'est un croisement de grenache et de pinot noir.

## Synonyme
Il est aussi appelé Tinta